# Aiwa

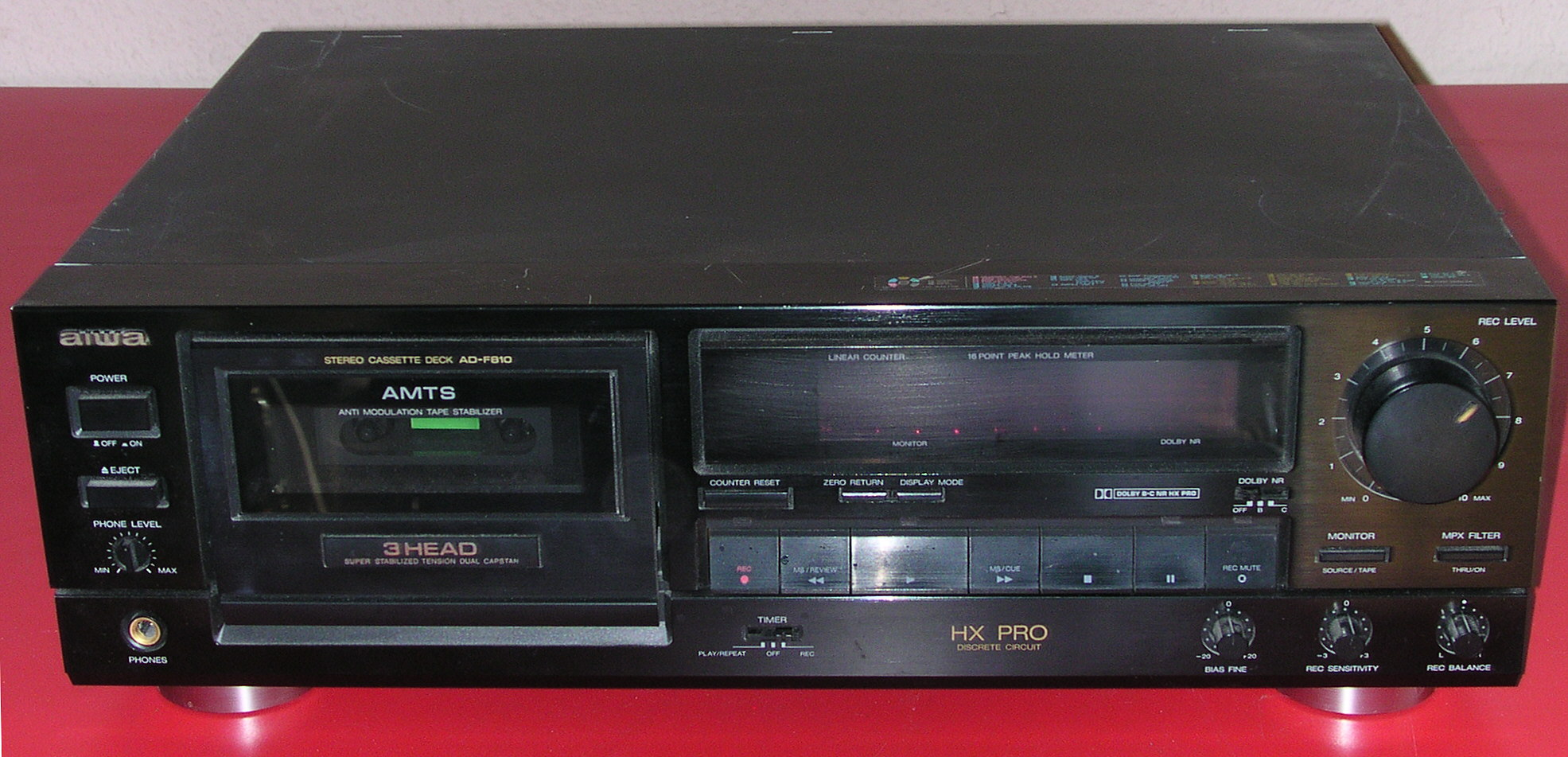
Aiwa F810 tape deck.

Aiwa (en japonés アイワ) es una compañía japonesa de productos electrónicos que tuvo su periodo de auge mundial durante las décadas de 1970 y 1990 comercializando equipos de audio y vídeo domésticos. Fue pionera en su país en la venta de grabadoras de radio y minicomponentes con casete, cintas de audio digital (DAT) y auriculares estéreo, entre otros. 
En 2006 finalizó oficialmente la venta de productos Aiwa y en 2009 se dio por terminado el soporte que Sony daba a dichos productos. En 2015 la compañía regresó al mercado con el lanzamiento de un nuevo minicomponente, y volvió a utilizar su antiguo logotipo característico de los años dorados de la empresa.

## Historia
La compañía fue fundada en 1951 bajo el nombre AIKO Denki Sangyo Co., Ltd., un fabricante de micrófonos, cambiando a su nombre definitivo Aiwa Co., Ltd en octubre de 1959. Fueron años de gran crecimiento, alcanzando incluso la segunda sección en la Bolsa de Tokio en octubre de 1961, oportunidad que aprovechó para abrir una nueva fábrica en Utsunomiya, una ciudad situada a unas 60 millas al norte de Tokio.
Aiwa se centró entonces en la producción de grabadoras, reproductores de audio y decks. Un hito importante para su desarrollo tendría lugar cuando en febrero de 1964 introdujo la primera grabadora de cintas de casete japonesa, la TP-707. 
En 1969, dos años más tarde abrió la fábrica de Iwate. Sony Corporation adquirió un interés mayoritario en la compañía, que se convirtió en una filial de Sony. Aiwa, no obstante, siguió funcionando en gran medida de forma independiente. Así creó su propia línea de grabadoras de audio personales, encabezada por el modelo TPS30, un grabador estéreo de casetes.
A principios de los años 1970 Aiwa se centró en conquistar los mercados de ultramar y Oriente Medio, alcanzando en este último una cuota aproximada del 30% del mercado de las grabadoras en Oriente Medio a mediados de década. Tal ritmo de crecimiento conllevó la apertura de dos nuevas fábricas, en Singapur y Utsunomiya. Su cotización alcanzó la primera sección de la Bolsa de Tokio.
De 1976 a 1978 la firma estableció filiales en el Reino Unido, Alemania y los Estados Unidos con el fin de expandir su área de mercado. A finales de la década, las ventas en Europa y Norteamérica supusieron el 65% del total de sus exportaciones.

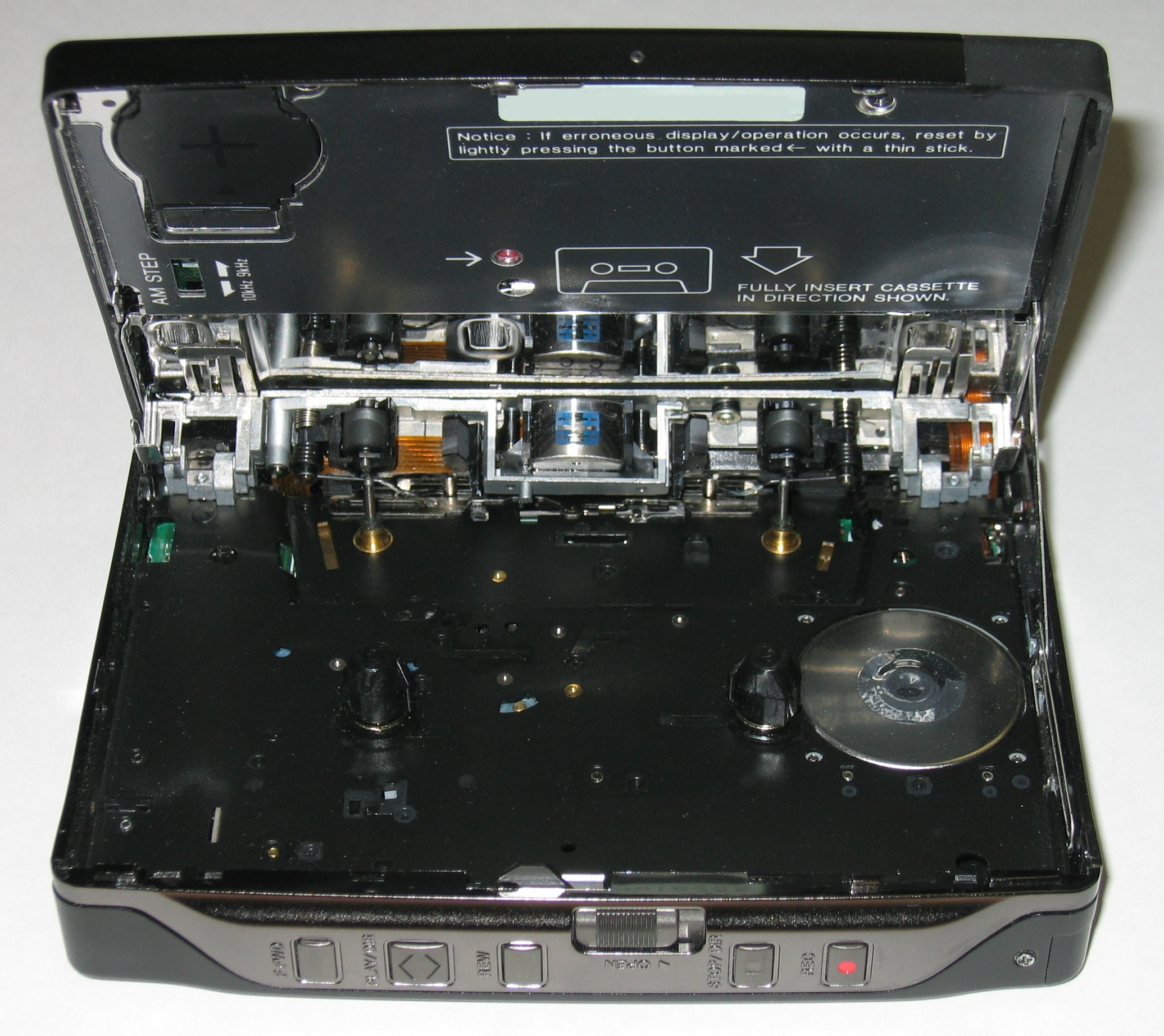
El Aiwa HS-JX 810.

Para recibir la década de los años 1980 Aiwa amplió su línea de productos con minisistemas de sonido de alta calidad, tocadiscos, amplificadores y altavoces. En 1981 entró también en el mercado de la grabación de vídeo utilizando la tecnología Betamax de Sony. Lamentablemente la derrota del formato Betamax frente al VHS y un yen extremadamente fuerte, llevaron a la compañía al borde de la quiebra. El lanzamiento del primer sistema de cintas audio digital (DAT), la gran esperanza de la compañía, tampoco resultó efectivo. 
Para tratar de impulsar a Aiwa, Sony nombró vicepresidente a Hajimi Unoki, quien gozó de la libertad necesaria para llevar a cabo una reestructuración completa de la compañía. La cifra de empleados se redujo de 3.100 en 1985 a 1.300 en 1988 y se reorganizó completamente las principales instalaciones de la compañía. Hajimi Unoki decidió entonces realizar una apuesta más agresiva en su producción al exterior para contrarrestar la fortaleza del yen. Se abrieron nuevas fábricas en Jurong (Singapur), Gales y Johor Bahru (Malasia) y se incrementó la producción con la fabricación de discos compactos (CD). De igual modo, se pasó a la producción de bajo costo, con salarios más bajos en la producción en el exterior. Con todas estas medidas se llegó a la década de los años 1990 con un 80% de la producción audiovisual japonesa. Unoki fue nombrado presidente en 1989.

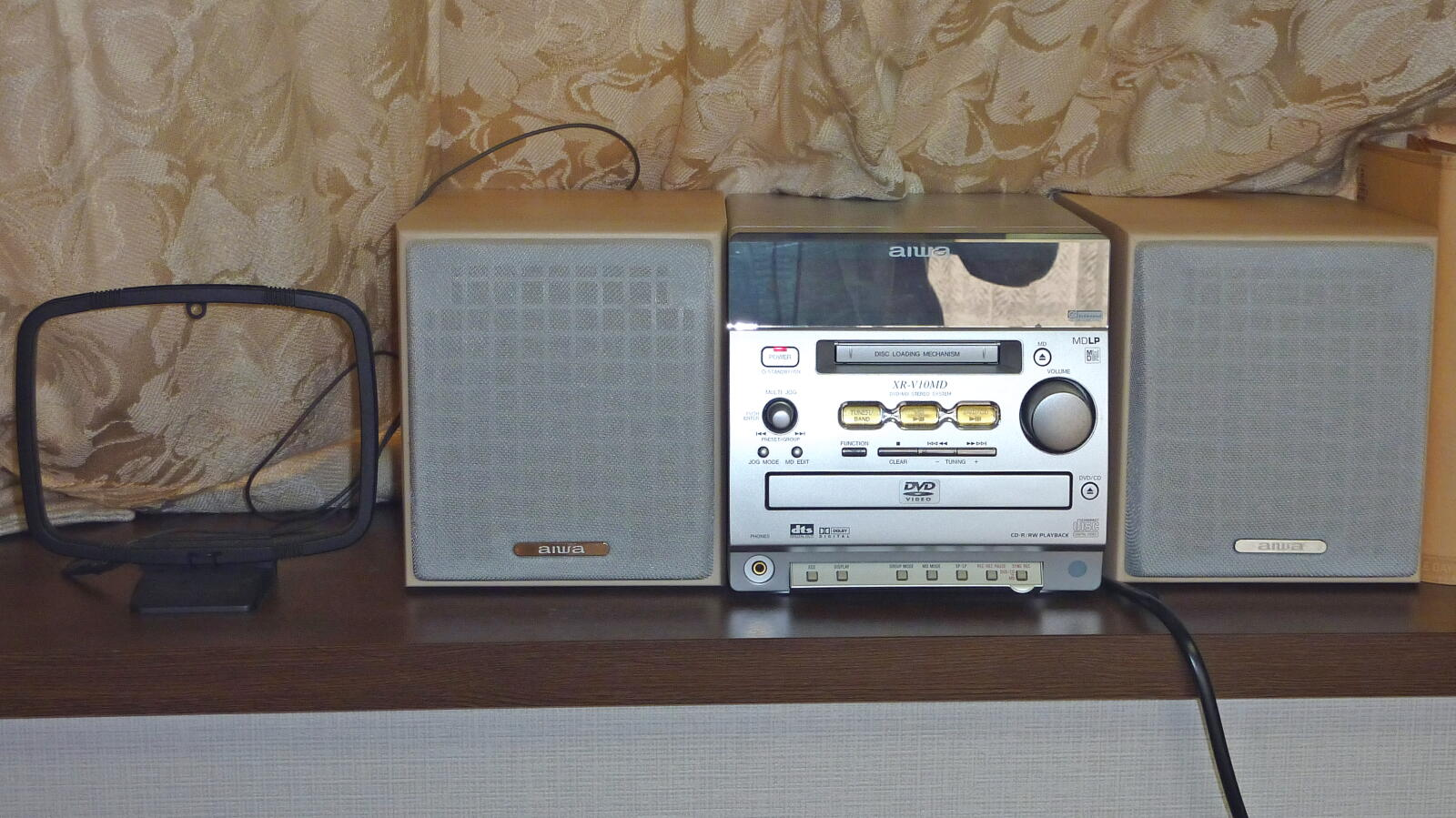
Aiwa XR-V10MD.

A pesar del reflote, Aiwa volvió a sufrir problemas económicos debido a la dura competencia en los mercados internacionales y la poca aceptación de sus productos entre los consumidores. Para finales de la década y con la llegada de los medios digitales de audio y vídeo, Aiwa quedó relegada en los mercados, cayendo en bancarrota en 2002. En ese momento fue adquirida completamente por Sony Corporation que capitalizó e intentó reposicionar nuevamente la marca frente a los consumidores. Sin embargo, las ventas de Aiwa jamás alcanzaron las de sus mejores épocas, razón por la cual desde 2004 sufrió un lento proceso de desaparición con cancelaciones en muchas de sus líneas de ensamblaje en favor de productos de la propia Sony.
Después de nueve años la marca reapareció con un nuevo producto: un minicomponente con Bluetooth, USB, botones sensibles al tacto, entre otras características, es el modelo Exos-9 (únicamente en América). 
Desde 2015 es una segunda marca de bajo coste de toda clase de Radios, Equipos de música, discos compactos, MP3, MP4, Bluetooth, grabadoras de audio, etcétera. Dicha marca Aiwa tiene el mismo logotipo original. En los países pertenecientes a la Unión Europea, Sony ofrece el servicio de asistencia técnica oficial de Aiwa.

## Adquisición por Towada Group
En 2017 tras un largo proceso de desaparición del mercado, y más de un año de negociaciones en abril de 2017, Sony trasfiere la comercialización a su filial Towada Audio, iniciándose así una nueva etapa por la que Towada Group Corp. (conocido por ser fabricante OEM de varios productos para Sony) constituye Aiwa Co. Ltd. en Tokio, Japón,  e inicia contactos con diferentes grupos a nivel mundial para iniciar el relanzamiento de la marca, proceso en el que se enmarca el acuerdo alcanzado con United e Group, la cual podría hacerse extensivo a otros países europeos.
En esta nueva etapa de la marca 'Aiwa', el portafolio de productos abarcará un amplio abanico de producto de audio, como auriculares “HI-RES“ y “ANC” e inalámbricos Bluetooth, altavoces Bluetooth y outdoor, minicadenas, tabletas, telefonía, los denominados "Boomboxes" y tocadiscos, entre otros. Además, el catálogo también dispone de televisores LED 4K con la calidad que caracteriza la marca, abriéndose hueco con los competidores del segmento.
Si bien Towada Audio Corporation cuenta con instalaciones fabriles en Japón, concretamente en Kosaka (Japón), de momento la producción actual de dispositivos ‘Aiwa’ parte de instalaciones fabriles en China a través de otras sociedades. Además, Towada también cuenta con filiales en Vietnam (Towada Electronics Vietnam Co., Ltd.) y Hong Kong (HK Towada Electronics Co., Ltd.), entre otras.